# 趾型
趾型是在生物学中对于手掌和脚趾数量排列。趾型的英文单词dactyly来源于希腊语δακτυλος，即手指。 由于生物趾数和形态的不同，趾型可以作为生物的分类依据。

## 一般特点

### 五趾型
五趾型指每个附肢具有五个手指或趾。曾有观点认为所有四足类动物都有一个共同的五趾型祖先，然而一部分生物在进化过程中失去了一些趾。史蒂芬·古尔德在1991年的文章"Eight (Or Fewer) Little Piggies." 中质疑这种观点。

### 四趾型
四趾型指每个附肢具有四个手指或趾，两栖动物、鸟类、恐龙具有这种趾型。 一些哺乳动物也表现出四趾型 （例如猪，还有猫和狗的后肢）。

### 三趾型
三趾型指每个附肢具有三个手指或趾 。如犀牛和马的祖先，它们都属于奇蹄目。一些鸟类同样具有三个脚趾，包括鸸鹋、鸨、鹌鹑。

### 双趾型
双趾型指每个附肢具有两个手指或趾 ，异鼷鹿科和二趾树懒属动物具有这种趾型。长颈鹿和鸵鸟每个附肢也只有两个趾。对于人类来说，这种附肢是一种异常，一般每对附肢仅有拇指和小指。

### 单趾型
单趾型指每个附肢具有一个手指或趾 ，例如马等奇蹄类动物。

## 先天性缺陷

### 并趾

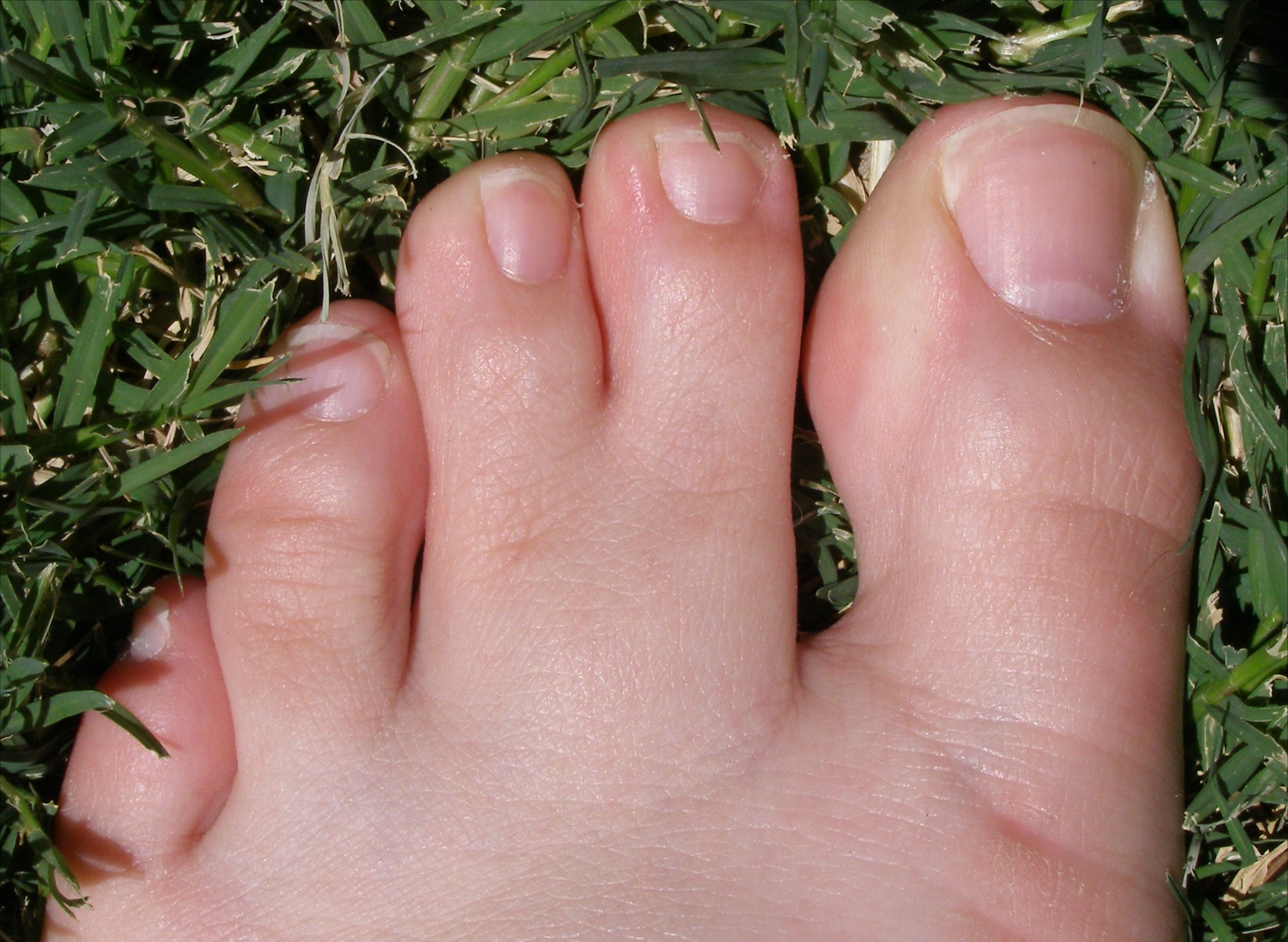
带有简单并趾的人类足部

并趾是两个或更多趾或指连结在了一起。一些哺乳动物经常具有这种趾型，如合趾猿、大多数双门齿目有袋类如袋鼠，对于人类来说，并趾是不寻常的。 

### 多趾
多趾是指附肢上趾数超过了原有数目，可能的原因有：
- 先天性畸形：家猫经常发生多趾，详细请参看多趾畸形。
- 早期四足类的多趾：水生动物, 如古氏棘螈（Acanthostega gunnari Jarvik，1952）在泥盆纪中，趾数由所增加，这显示了早期四足类的趾数。这种现象也在鱼龙等后来的四足动物中发生。

### 少趾
少趾是指具有过少的附肢（不是由截肢造成）。少趾有时会与无趾混淆。

## 鸟类趾型

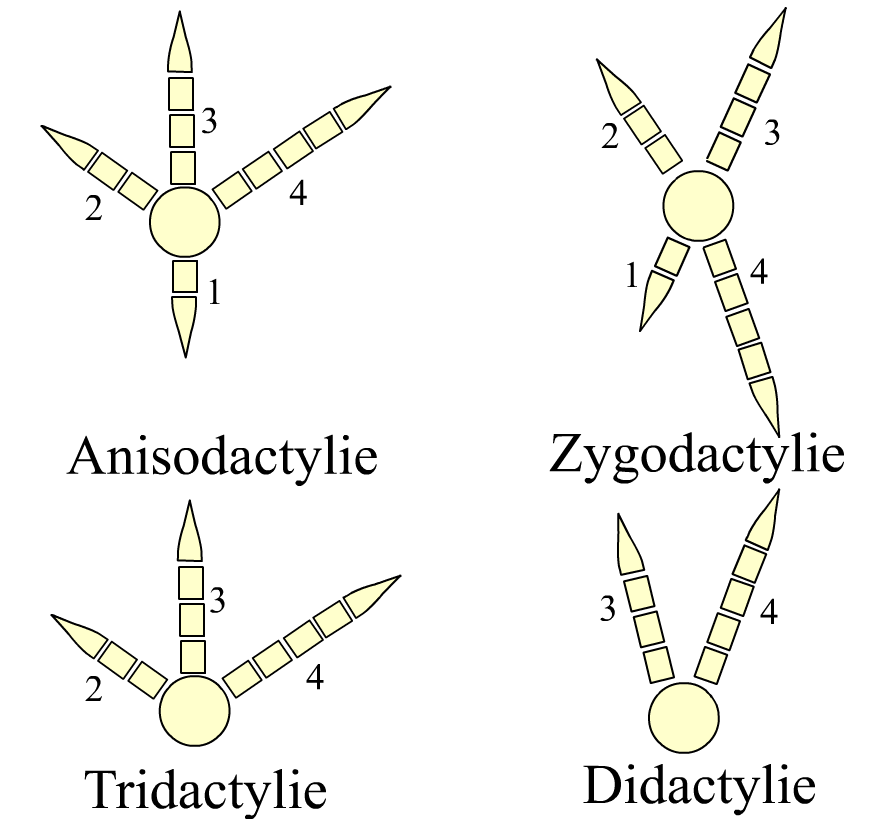
不同类型的鸟类足

### 不等趾型
不等趾型（常态足）是最常见的鸟类趾型，三个趾向前，一个趾向后，鸣禽和雀形目还有一些猛禽具有这种趾型。

### 并趾型
并趾型和不等趾型类似，但是向前的三趾基部愈合，翠鸟和佛法僧目具有这种趾型。

### 对趾型

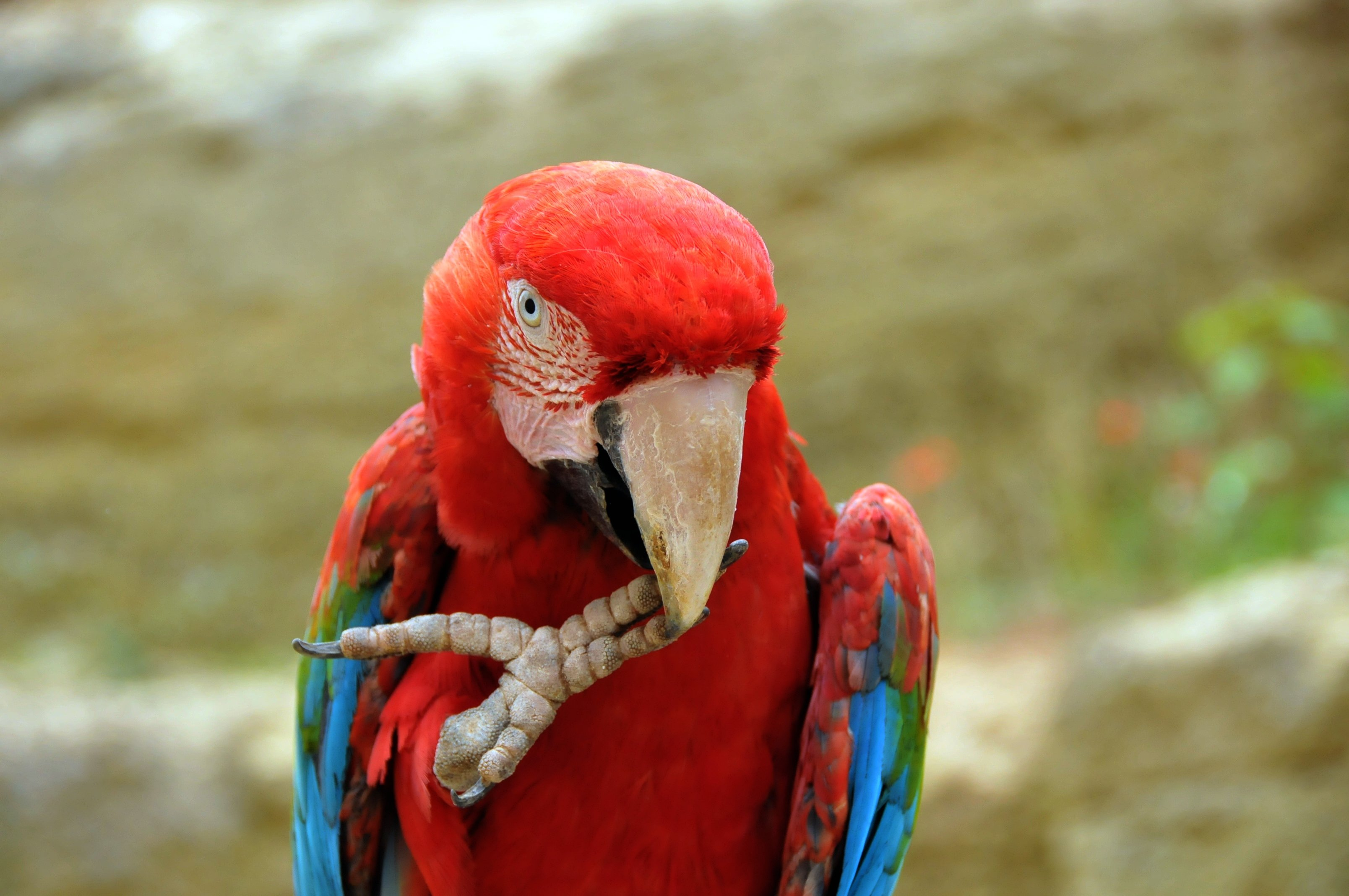
示对趾型足

对趾型中，2和3号趾向前，1和4号趾向后，鹦鹉通常具有这种趾型。

### 异趾型
异趾型与对趾型相似，但为3和4号趾向前，1和2号趾向后，只有咬鹃科具有这种趾型。

### 前趾型
前趾型中，四趾皆向前方。这是雨燕科的特点。